# مشية الزومبي
هي تجمع عام منظم للأشخاص الذين يرتدون أزياء الزومبي. عادة، يلتقي المشاركون في مركز حضري، ويتجولون في شوارع المدينة والأماكن العامة (أو سلسلة من الحانات في حالة الزحف إلى الحانة) بطريقة منظمة.
تنظم مسيرة الزومبي للتسلية فقط أو لغرض معين، مثل: تسجيل رقم قياسي عالمي، أو الترويج لقضة خيرية. نشأت في أمريكا الشمالية في عام 2000، وقد انتشرت في جميع أنحاء العالم.

## مسيرة الزومبي في تورينو 2012
مسيرة الزومبي شائعة نسبيًا في المدن الكبيرة، خاصةً في أمريكا الشمالية. أسست بعضها تقاليد سنوية، على الرغم من أن بعضها الآخر يُنظم بوصفه أحداثًا عفوية أو أداءً فنيًا. الغرض والتعقيد من مسيرة الزومبي متنوع، بوصفها أسلوبًا متقدمًا لزيادة الاهتمام والواقعية، فإن بعض حشود الزومبي ستأكل الضحايا لخلق زومبي جديد. على مرأى من المتفرجين،[بحاجة لمصدر] يرتدي بعض المشاركين أحيانًا ملابس الجنود الذين جرت دعوتهم لاحتواء تفشي المرض، أو الناجين الذين يحاولون الدفاع عن أنفسهم من هجوم الزومبي. تُنظم بعض الأحداث على أنها تجمعات سياسية ساخرة «لزيادة الوعي بحقوق الزومبي»، وبعض مسيرات الزومبي تُنظم بوصفها «مسيرات جوع» بهدف زيادة الوعي بالجوع في العالم وجمع المواد لبنوك الطعام.

## التاريخ
جين كون 2000:
تم تجميع أول حدث لمشية الزومبي على الإطلاق في اللحظة الأخيرة من مؤتمر ألعاب جين كون في ميلووكي في أغسطس 2000. نظم كل من مايكل ييتس ومارك ستافورد وجاكوب سكورونيك وعدة أشخاص آخرين الحدث بنحو 60 مشاركًا، وسجل الحدث لاحقًا في كتاب.
مع سنوات جين كون الأربعون مع الصور وذكريات من المنظمين، ترددت شائعات بأن المنظمين قد جرى اعتقالهم وطردهم من الاتفاقية بسبب حشدهم للزومبي، فقد جرى استجوابهم من قبل الأمن قبل ان يطلق سراحهم.
أجريت مسيرة زومبي مبكرة أخرى في سكرامنتو، كاليفورنيا في 19 أغسطس 2001. الحدث الذي وُصف بأنه «جنة الزومبي» كان فكرة برينا لوفيج، التي اقترحتها على المنظمين وسيلةً للترويج لمهرجان منتصف الليل السينمائي السنوي، الذي عُقد مرة أخرى في 27 يوليو  2002، ومنذ ذلك الحين أصبح حدثًا سنويًا، اجتذب أكثر من 1000 مشارك في عام 2012.
أقيم هذا الحدث تقليديًا في بداية مهرجان الأفلام الذي يستمر ستة أسابيع في مسرح كريست التاريخي بسكرامنتو حتى عام 2014، عندما لم تتمكن المديرة العامة للمسرح لورا (سيد) جارسيا هيبرغر، من الوصول إلى اتفاق لتجديد العقد مع أصحاب المباني.
سُجل أول رقم قياسي عالمي لمسيرة الزومبي في 29 أكتوبر 2006 في مونروفيل مول خارج بيتسبرغ، خلال أول مسيرة للموتى السنوية في المدينة. أكدت موسوعة غينيس للأرقام القياسية أن 894 شخص شاركوا في المسيرة. مسيرة الزومبي الثانية في مونروفيل مول.
ودخلت موسوعة غينيس للأرقام القياسية بوصفها أكبر تجمع للزومبي حتى الآن مع 1028 مشاركًا.
يستمر العمل الخيري ليكون عنصرًا شائعًا في مسيرات الزومبي عبر الكوكب. استخدمات منظمات خدمة المجتمع، مثل فرقة الزومبي، ومسيرات الزومبي؛ كمظاهرات لجمع الأموال والوعي للقضايا المحلية والعالمية، مثل الجوع في العالم.

## حانة الزحف المتنوعة
تتضمن بعض مسيرات الزومبي الزحف إلى الحانة، حيث يزور المشاركون عدة حانات خلال مسار المشي. أجرِي أول زحف على نطاق واسع في مينيابوليس في 15 أكتوبر 2005، وتألف الزحف من نحو 150 مشاركًا في أزياء الزومبي ينتقلون من حانة إلى حانة.

## الحوادث
في عام 2006، أبلغت شابة في بلومنجتون في ولاية إنديانا الشرطة أن مجموعة من الزومبي هاجمت سيارتها عبر تغطية السيارة باللون الأرجواني، وتبين أن الزومبي المعنيين كانوا مشاركين في مسيرة زومبي محلية، وفي أكتوبر 2015، وقع إطلاق نار في فورت مايرز فلوريدا، أدى إلى مقتل شخص واحد وجرح 5 آخرين، وأدت الدعاوى القضائية إلى إلغاء الحدث في العام المقبل.